# Ангел (фильм, 2007)
«Ангел» (англ. Real Life of Angel Deverell) — английский фильм Франсуа Озона, адаптация одноименной книги Элизабет Тейлор о пылкой влюблённой писательнице. Под главной героиней подразумевается Мария Корелли. Фильм является гротескной стилизацией под старые мелодрамы.
Премьера картины состоялась на Берлинском кинофестивале.

## Сюжет
Будучи дочкой хозяйки бакалеи, Энжел мечтала о богатой и беззаботной жизни. Лишённая в детстве многих удовольствий, она хотела когда-нибудь поселиться в красивом особняке «Paradise» в её родном городе. Но мать постоянно напоминала ей, что она всего лишь дочь бедной вдовы, и что ей следует образумиться. Вопреки советам матери, Энжел увлекалась прозой, и считала, что её произведения принесут ей всемирную славу. Дабы доказать самой себе и матери, что она имеет талант писателя, Энжел отправляет рукопись своего первого романа в Лондон, в одно из издательств. Наконец, приходит письмо с приглашением посетить редакцию, с целью подписать договор об издании романа. С этого момента Энжел Деверелл начинает свой путь известной писательницы.
У Энжел богатое воображение, и часто в её романах обнаруживают фактические ошибки, но ещё при первом визите в редакцию она заявляет, что ни слова не изменит в книгах. Несмотря на сомнения, редактор публикует её роман, который становится бестселлером.
На приёме после премьеры пьесы по своей первой книге она знакомится с будущим мужем — Эсми — несостоявшимся художником. Сестра этого человека — Нора — становится помощницей Энжел и ближайшим другом, заботящимся о ней до конца жизни.
Энжел осуществляет свою мечту: она покупает «Paradise». Её мать переезжает с ней, но ей в тягость светская жизнь. В этом же особняке она умирает. Энжел с горечью переносит потерю матери, но вскоре приходит в себя и устраивает торжественный приём по поводу выхода в свет своей новой книги. На этом приёме она просит Эсми взять её в жены.
С наступлением Первой мировой войны муж Энжел уходит на фронт. Она тяжело переносит потерю, особенно после выкидыша, что отражается в настроении её книг, которые становятся всё менее и менее популярными. Нора замечает своего брата во время его отпуска с любовницей, но умалчивает об этом. На войне Эсми теряет ногу и возвращается в «Paradise». Он просит денег у Энжел якобы чтобы покрыть долги, но на самом деле для своей любовницы, которая родила от него сына. Энжел начинает писать новую книгу, чтобы заработать денег для него. Но образ собственной жизни заставляет Эсми пойти на самоубийство.
После смерти любимого Энжел становится замкнутой. Но, тем не менее, продолжает быть известной писательницей. К ней приезжают репортёры. Им она говорит, что хочет написать книгу о бывшем муже. Вскоре она находит письма любовницы Эсми. Это подрывает её психическое состояние.
В конце жизни Энжел Деверелл практически теряет рассудок. Единственными преданными ей людьми остаются старый слуга и Нора, потратившая огромную часть своей жизни на заботы об Энжел, которая умирает у неё на руках.

## В ролях
| Актёр               | Роль           |
| ------------------- | -------------- |
| Ромола Гараи        | Энжел Деверелл |
| Сэм Нилл            | Тео            |
| Шарлотта Рэмплинг   | Гермиона       |
| Люси Рассел         | Нора           |
| Майкл Фассбендер    | Эсми           |
| Жаклин Тонг         | мать Деверелл  |
| Жанин Дувицки       | Тётя Лотти     |
| Том Джорджсон       | Марвелл        |
| Кристофер Бенджамин | Лорд Норли     |